# 한국프로농구 2010-11
2010-2011 현대 모비스 프로농구는 대한민국 프로농구의 10-11시즌이며 현대모비스 타이틀의 2번째 시즌이자 15번째 프로농구 시즌이다. 총 10개 구단이 참여하며 2010년 10월 15일에 개막 하게 되며 팀당 54경기(라운드 로빈방식, 홈 27경기, 원정 27경기)를 치른다.

## 달라진 점
- 이 시즌이 끝나고 외국인 선수 자유계약제도로 변경된다.
- 안양 KT&G 카이츠가 한국인삼공사에 인수되어 안양 한국인삼공사 프로농구단으로 창단되었다.
- 홈 경기 유니폼과 원정 경기 유니폼의 색상이 맞바뀌었다. 즉 원정 팀이 흰색 유니폼을 입는다.(모비스는 하늘색)
  - 종전에는 홈팀이 밝은색이나 흰색계열의 유니폼을 입게 되었으니 올 시즌부터는 홈경기 팀이 각 팀 고유의 컬러유니폼을 입고 경기한다.
- 수비자 3초룰 강화
  - 수비자 3초룰 :수비자가 공격 선수없이 골밑 페인트존에서 3초 이상 머물 때 공격팀이 자유투 1개를 얻는다.
  - 종전엔 수비자가 이 룰을 인식하고 페인트존 밖으로 나오는 도중일 경우, 심판이 휘슬을 불지 않았다. 그러나 올시즌부터는 의사 표시에 상관없이 3초가 되면 심판이 무조건 휘슬을 불도록 했다
- 창원 LG 세이커스는 마산시, 창원시, 진해시 통합 이후, 처음으로 치르는 시즌이다. 명칭과 홈 경기장은 변화가 없다.
- 2008~2009 시즌 대마초 사건이 터진 이후, 금지약물 복용에 대한 무작위 도핑검사가 시행되었다.
  - 만일 도핑검사에서 1명당 금지약물 복용이 적발 시, 1회에는 9경기, 2회에는 18경기, 3회에는 54경기 출장정지가 된다. 이는 플레이오프까지 합쳐서 출장정지 되며, 기간이 남을 경우, 다음시즌까지 이어진다. 4회에는 영구제명이 된다.

## 선수이동

### 자유계약
- 신기성:부산 KT 소닉붐→인천 전자랜드 엘리펀츠
- 표명일:원주 동부 프로미→부산 KT 소닉붐
- 김효범:울산 모비스→서울 SK
- 박성운:서울 SK→부산 KT
- 김용우:대구 오리온스→창원 LG
- 박훈근:서울 삼성→대구 오리온스

### 트레이드

#### 시즌 전
- 창원 LG (백인선) ↔ 서울 SK (변현수)
- 원주 동부 (김명훈) ↔ 안양 한국인삼공사 (황진원)
- 인천 전자랜드 (황성인) ↔ 서울 SK (이병석)

#### 시즌 중
- 인천 전자랜드 (아말 맥카스킬) ↔ 대구 오리온스 (오티스 조지)

### 영입
- 옥범준(안양 한국인삼공사→서울 SK)
- 박규섭(창원 LG→인천 전자랜드)
- 손준영(원주 동부→서울 SK)
- 박범재(창원 LG→원주 동부)
- 노경석(서울 SK→울산 모비스)
- 전병석(안양 한국인삼공사→부산 kt)
- 원하준(안양 한국인삼공사→원주 동부)

## 시범경기
- 2010년 10월 4일부터 10월 8일까지 한다. 이번 시즌은 최초로 한 팀에서 원정경기를 2개, 홈 팀을 2개 가지는 팀이 있는데, 원정경기 2개는 창원 LG, 홈팀 2개는 부산 kt이다. 창원 LG의 경우, 10월 6일에 열리는 전국체전으로 인하여, 홈 경기를 가지지 않게 되었다. (홈 경기장이 전국체전 핸드볼 경기장으로 사용.)

## 정규리그
| 성적 | 팀                     | 승 | 패 | 승률  | 승차 | 비고  |
| ---- | ---------------------- | -- | -- | ----- | ---- | ----- |
| 1    | 부산 kt 소닉붐         | 41 | 13 | 0.759 | -    |       |
| 2    | 인천 전자랜드 엘리펀츠 | 38 | 16 | 0.704 | 3    |       |
| 3    | 전주 KCC 이지스        | 34 | 20 | 0.630 | 7    |       |
| 4    | 원주 동부 프로미       | 31 | 23 | 0.574 | 10   |       |
| 5    | 창원 LG 세이커스       | 28 | 26 | 0.519 | 13   |       |
| 6    | 서울 삼성 썬더스       | 27 | 27 | 0.500 | 14   |       |
| 7    | 서울 SK 나이츠         | 20 | 34 | 0.370 | 21   | [ 1 ] |
| 8    | 울산 모비스 피버스     | 20 | 34 | 0.370 | 21   |       |
| 9    | 안양 한국인삼공사      | 16 | 38 | 0.296 | 25   |       |
| 10   | 대구 오리온스          | 15 | 39 | 0.278 | 26   |       |

## 최종 순위
| 성적 | 팀                     | 승 | 패 | 승률  | 비고             |
| ---- | ---------------------- | -- | -- | ----- | ---------------- |
| 1    | 부산 KT 소닉붐         | 41 | 13 | 0.630 |                  |
| 2    | 인천 전자랜드 엘리펀츠 | 38 | 16 | 0.574 |                  |
| 3    | 전주 KCC 이지스        | 34 | 20 | 0.759 |                  |
| 4    | 원주 동부 프로미       | 31 | 23 | 0.704 |                  |
| 5    | 창원 LG 세이커스       | 28 | 26 | 0.519 |                  |
| 6    | 서울 삼성 썬더스       | 27 | 27 | 0.500 |                  |
| 7    | 서울 SK 나이츠         | 20 | 34 | 0.370 | 對모비스 5승 1패 |
| 8    | 울산 모비스 피버스     | 20 | 34 | 0.370 |                  |
| 9    | 안양 인삼공사          | 16 | 38 | 0.296 |                  |
| 10   | 대구 오리온스          | 15 | 39 | 0.278 |                  |

## 시즌 화제
- 인천 전자랜드는 혼혈인 드래프트에서 문태종을 뽑았으며, 조상현-조동현 형제, 이승준-이동준 형제에 이어 문태종-문태영 형제대결로 많은 관심을 끌고 있다.
- 2010년 아시안 게임으로 인해 일정이 늦어졌다. 거기다 일부 구단은 국가대표 차출까지 생겨 일부 팀은 대회 전 전력이 손실되기도 했다.
- 아시안게임에서 중화인민공화국에게 아쉽게 지며 은메달을 획득하였다.
- 아시안게임 최초로 남녀 동반 은메달을 획득하였다.
- kt의 제스퍼 존슨은 2010년 11월 7일 LG전에서 마지막 경기에 버저비터를 성공시켰다. 당시 KT는 LG에게 한번도 역전이 되지 않았는데, 마지막 4쿼터에서 91:93으로 지고 있던 찰나 버저비터를 넣어 94:93으로 역전승을 거두었다.
- SK의 손준영이 2011년 1월 14일 도핑검사에서 금지약물 복용으로 인해 9경기 출장정지 징계를 받았다.
- LG-모비스의 2011년 1월 25일경기에서 78:76으로 LG가 앞선 상황에서 모비스 송창용선수가 성공한 버저비터에 대해 오심이 있었다. 정확하게 보면, 선을 밟아서 2점슛으로 들어간 것이나 심판은 3점슛을 선언하여 78:79로 울산모비스가 역전승을 거두었다. 경기 후, KBL은 오심을 인정하였고 당시 심판이었던 3사람은 3주 출장정지 징계를 받았다.
- 2011년 2월 11일 전자랜드-동부 경기에서 49 대 52로 동부가 이겼다. 이는 KBL 전체경기 합쳐서 양 팀 합산 최저 점수이다.(101점), 전자랜드는 올시즌 한경기 팀의 최소득점(49점)으로 패전을 하게 되었다.
- kt의 전창진 감독은 kt를 통해 판매하고 있는 애플사의 아이패드로 작전지시를 하였는데, 이는 국내스포츠(프로,아마추어 포함) 최초로 전자기기로 작전지시하는 최초의 감독이 되었다.
- SK는 2011년 2월 24일 동부와의 경기에서 전반 18점(1,2쿼터 각 9점) 기록과 최종경기에서 63대 96 33점 차로 패하는 시즌 내에서 2가지의 불명예스러운 기록을 세웠다..
- kt는 정규리그 최다승인 41승 13패로 정규시즌 우승을 기록하였다. 이는 팀을 넘어 전체 시즌 최다 승이다.

## 참고
1. ↑  모비스와 상대전적에서 앞서서(5승 1패) 7위를 기록

| KBL                                              | KBL                                                     | KBL                                                      |
| ------------------------------------------------ | ------------------------------------------------------- | -------------------------------------------------------- |
| 이전 대회                                        | 2010-2011 현대모비스 프로 농구 (2010.10.15 ~ 2011.4.26) | 다음 대회                                                |
| 2009-2010 KCC 프로 농구 (2009.10.15 ~ 2010.4.11) | 2010-2011 현대모비스 프로 농구 (2010.10.15 ~ 2011.4.26) | 2011-2012 KB국민카드 프로 농구 (2011.10.13 ~ 2012. 4. 6) |